# Lijst van rijksmonumenten in Schagen (gemeente)
De gemeente Schagen telt 99 inschrijvingen in het rijksmonumentenregister. Hieronder een overzicht. 

## 't Zand
De plaats 't Zand telt 5 inschrijvingen in het rijksmonumentenregister.
| Object | Oorspronkelijke functie?  | Bouwjaar                             | Architect | Locatie             | Coördinaten?                  | Nr.?   | Afbeelding        |
| --- | ------------------------- | ------------------------------------ | --------- | ------------------- | ----------------------------- | ------ | ----------------- |
| Molen O-T | Industrie- en poldermolen | waarschijnlijk tweede helft 17e eeuw |           | Korte Belkmerweg 10 | 52° 49' 3" NB, 4° 45' 15" OL  | 41932  | Meer afbeeldingen |
| Terzijde van de oprijlaan gelegen grote met riet gedekte stolphoeve. De naar de weg gerichte wand bestaat uit hout, evenals de top boven de inrit. Walviskaken bij ingang van het erf. Stoeppaal op het erf. Zomerstal                | Boerderij                 |                                      |           | Korte Belkmerweg 38 | 52° 50' 8" NB, 4° 47' 1" OL   | 41933  | Upload foto       |
| Molen P-V | Industrie- en poldermolen | waarschijnlijk 17e eeuw              |           | Korte Belkmerweg 36 | 52° 49' 56" NB, 4° 47' 10" OL | 41935  | Meer afbeeldingen |
| Hoeve Bouwlust | Boerderij                 | 1880                                 |           | Korte Belkmerweg 8  | 52° 49' 6" NB, 4° 44' 50" OL  | 510008 | Meer afbeeldingen |
| De Hoop, incomplete molen, als stellingmolen uitgevoerde achtkante bovenkruier gebouwd als korenmolen. Voor de bouw van de molen werd gebruikt een elders afgebroken molen, vermoedelijk een zaagmolen. De molen is in 1940 onttakeld | Industrie- en poldermolen | ca. 1860                             |           | Molenpad bij 10     | 52° 50' 20" NB, 4° 45' 7" OL  | 527656 | Meer afbeeldingen |

## Burgerbrug
De plaats Burgerbrug telt 7 inschrijvingen in het rijksmonumentenregister.
| Object | Oorspronkelijke functie?  | Bouwjaar  | Architect | Locatie          | Coördinaten?                  | Nr.?   | Afbeelding |
| --- | ------------------------- | --------- | --------- | ---------------- | ----------------------------- | ------ | --- |
| Molen F | Industrie- en poldermolen | 1890      |           | Grote Sloot 33   | 52° 44' 32" NB, 4° 41' 50" OL | 41920  | Meer afbeeldingen |
| Molen Zuider-G | Industrie- en poldermolen | 1669      |           | Grote Sloot 103  | 52° 45' 16" NB, 4° 42' 25" OL | 41921  | Meer afbeeldingen |
| 't Huijs Vroeghop | Boerderij                 | 1670      |           | Grote Sloot 25   | 52° 44' 9" NB, 4° 41' 28" OL  | 41922  | Meer afbeeldingen |
| Molen L-Q | Industrie- en poldermolen | 1598      |           | Molenweg 2       | 52° 44' 46" NB, 4° 40' 59" OL | 41923  | Meer afbeeldingen |
| Met riet gedekte stolp met woonhuis en achterhuis, beiden houten top. De grootste top met snijwerk langs de bebording | Boerderij                 |           |           | Belkmerweg 16    | 52° 45' 21" NB, 4° 40' 28" OL | 41924  | Met riet gedekte stolp met woonhuis en achterhuis, beiden houten top. De grootste top met snijwerk langs de bebording |
| Nederlands Hervormde kerk                                                                                             | Kerk en kerkonderdeel     | 1850      |           | Burgerweg bij 60 | 52° 44' 50" NB, 4° 42' 10" OL | 41934  | Meer afbeeldingen |
| Stolpboerderij "Patrimonium" van het Noord-Hollandse type                                                             | Boerderij                 | 1883-1884 |           | Grote Sloot 125  | 52° 45' 38" NB, 4° 42' 42" OL | 509999 | Meer afbeeldingen |

## Callantsoog
De plaats Callantsoog telt 5 inschrijvingen in het rijksmonumentenregister.
| Object                                              | Oorspronkelijke functie? | Bouwjaar             | Architect | Locatie         | Coördinaten?                  | Nr.?   | Afbeelding                                          |
| --------------------------------------------------- | ------------------------ | -------------------- | --------- | --------------- | ----------------------------- | ------ | --------------------------------------------------- |
| Hervormde Kerk: kerk                                | Kerk en kerkonderdeel    | 1580 (ingebruikname) |           | Kerkplein 1     | 52° 50' 6" NB, 4° 41' 37" OL  | 11461  | Meer afbeeldingen                                   |
| Hervormde Kerk: toren                               | Kerk en kerkonderdeel    | 1671 (steen)         |           | Kerkplein bij 1 | 52° 50' 6" NB, 4° 41' 37" OL  | 11462  | Meer afbeeldingen                                   |
| Vrijstaande voormalige arbeiderswoning              | Bedrijfs-,fabriekswoning | 1850-1900            |           | Abbestede 1     | 52° 50' 60" NB, 4° 42' 50" OL | 509990 | Vrijstaande voormalige arbeiderswoning              |
| Vrijstaande voormalige arbeiderswoning              | Bedrijfs-,fabriekswoning | 1850-1900            |           | Abbestede 3     | 52° 50' 59" NB, 4° 42' 51" OL | 509991 | Vrijstaande voormalige arbeiderswoning              |
| Stolpboerderij van een afgeleid Noord-Hollands type | Boerderij                | 1800                 |           | Dorpsplein 33   | 52° 50' 11" NB, 4° 41' 40" OL | 510000 | Stolpboerderij van een afgeleid Noord-Hollands type |

## Dirkshorn
De plaats Dirkshorn telt 5 inschrijvingen in het rijksmonumentenregister.
| Object | Oorspronkelijke functie?  | Bouwjaar  | Architect   | Locatie           | Coördinaten?                  | Nr.?   | Afbeelding        |
| --- | ------------------------- | --------- | ----------- | ----------------- | ----------------------------- | ------ | ----------------- |
| Stolpboerderij van het afgeleide Noord-Hollandse type                                                                  | Boerderij                 | 1875-1900 |             | Raadhuisstraat 34 | 52° 45' 1" NB, 4° 46' 29" OL  | 498885 | Meer afbeeldingen |
| Stolpboerderij van het afgeleide Noord-Hollandse type.                                                                 | Boerderij                 | 1882      |             | Dorpsstraat 14    | 52° 44' 56" NB, 4° 46' 41" OL | 498892 | Meer afbeeldingen |
| Raadhuis Dirkshorn | Bestuursgebouw en onderdl | 1870      |             | Raadhuisstraat 1  | 52° 44' 59" NB, 4° 46' 40" OL | 498898 | Meer afbeeldingen |
| Nederlands Hervormde Kerk                                                                                              | Kerk en kerkonderdeel     | 1868      | B. Sleister | Raadhuisstraat 5  | 52° 44' 58" NB, 4° 46' 39" OL | 498906 | Meer afbeeldingen |
| Ondermolen Schagerwaard of Witsmeer of Oostelijke ondermolen van De Schagerwaard. Molenromp van achtkante binnenkruier | Industrie- en poldermolen | 1630      |             | Bliekenbos 5      | 52° 44' 53" NB, 4° 48' 45" OL | 527504 | Meer afbeeldingen |

## Eenigenburg
De plaats Eenigenburg telt 6 inschrijvingen in het rijksmonumentenregister.
| Object                                | Oorspronkelijke functie? | Bouwjaar  | Architect | Locatie                | Coördinaten?                  | Nr.?   | Afbeelding                            |
| ------------------------------------- | ------------------------ | --------- | --------- | ---------------------- | ----------------------------- | ------ | ------------------------------------- |
| Hervormde Kerk                        | Kerk en kerkonderdeel    | 1792      |           | Surmerhuizerweg 29     | 52° 44' 34" NB, 4° 43' 21" OL | 33623  | Meer afbeeldingen                     |
| Hervormde pastorie                    | Kerkelijke dienstwoning  | 1858      |           | Surmerhuizerweg 37     | 52° 44' 33" NB, 4° 43' 23" OL | 33624  | Hervormde pastorie                    |
| Schoolgebouw annex Onderwijzerswoning | Onderwijs en wetenschap  | 1877      |           | Surmerhuizerweg 11     | 52° 44' 39" NB, 4° 43' 29" OL | 498827 | Schoolgebouw annex Onderwijzerswoning |
| Bakstenen toiletgebouwtje             | Straatmeubilair          | 1877      |           | Surmerhuizerweg bij 11 | 52° 44' 40" NB, 4° 43' 29" OL | 498834 | Bakstenen toiletgebouwtje             |
| Voormalige landarbeiderswoning        | Woonhuis                 | 1850-1860 |           | Surmerhuizerweg 13     | 52° 44' 40" NB, 4° 43' 31" OL | 498864 | Upload foto                           |
| Voormalige landarbeiderswoning        | Woonhuis                 | 1850      |           | Surmerhuizerweg 15     | 52° 44' 40" NB, 4° 43' 31" OL | 498871 | Voormalige landarbeiderswoning        |

## Krabbendam
De plaats Krabbendam telt 1 inschrijving in het rijksmonumentenregister.
| Object                                                                                        | Oorspronkelijke functie? | Bouwjaar                            | Architect | Locatie    | Coördinaten?                  | Nr.?  | Afbeelding        |
| --------------------------------------------------------------------------------------------- | ------------------------ | ----------------------------------- | --------- | ---------- | ----------------------------- | ----- | ----------------- |
| Kerk. Eenvoudig, langgerekt gebouwtje. Orgel met hoofdwerk en bovenwerk door onbekende maker. | Kerk en kerkonderdeel    | 1875 (kerk) midden 18e eeuw (orgel) |           | Kerkpad 15 | 52° 43' 54" NB, 4° 42' 13" OL | 38280 | Meer afbeeldingen |

## Oudesluis
De plaats Oudesluis telt 1 inschrijving in het rijksmonumentenregister.
| Object                                                                        | Oorspronkelijke functie?  | Bouwjaar | Architect | Locatie           | Coördinaten?                 | Nr.?  | Afbeelding        |
| ----------------------------------------------------------------------------- | ------------------------- | -------- | --------- | ----------------- | ---------------------------- | ----- | ----------------- |
| Molen P, achtkante bovenkruier. Romp en kap met riet gedekt. Roeden van ijzer | Industrie- en poldermolen | 1896     |           | Korte Ruigeweg 47 | 52° 50' 1" NB, 4° 47' 26" OL | 41931 | Meer afbeeldingen |

## Petten
De plaats Petten telt 1 inschrijving in het rijksmonumentenregister.
| Object                                                                                            | Oorspronkelijke functie? | Bouwjaar | Architect   | Locatie        | Coördinaten?                  | Nr.?   | Afbeelding        |
| ------------------------------------------------------------------------------------------------- | ------------------------ | -------- | ----------- | -------------- | ----------------------------- | ------ | ----------------- |
| Zomerhuis volgens de principes van het Nieuwe Bouwen voor de familie van dr. J.C. Brandt Corstius | vakantiehuis             | 1939     | G. Rietveld | Korfwaterweg 9 | 52° 46' 31" NB, 4° 39' 59" OL | 510001 | Meer afbeeldingen |

## Schagen
De plaats Schagen telt 25 inschrijvingen in het rijksmonumentenregister. Zie Lijst van rijksmonumenten in Schagen (plaats) voor een overzicht.

## Schagerbrug
De plaats Schagerbrug telt 9 inschrijvingen in het rijksmonumentenregister. Zie Lijst van rijksmonumenten in Schagerbrug voor een overzicht.

## Schoorldam
De plaats Schoorldam telt 1 inschrijving in het rijksmonumentenregister.
| Object | Oorspronkelijke functie? | Bouwjaar              | Architect | Locatie           | Coördinaten?                 | Nr.?  | Afbeelding        |
| --- | ------------------------ | --------------------- | --------- | ----------------- | ---------------------------- | ----- | ----------------- |
| Café Sluiszicht. Rechthoekig voorgedeelte met verdieping, gedekt door schilddak, waartegen aan de achterzijde een verdiepingloze vleugel onder zadeldak aansluit | Horeca                   | eerste helft 14e eeuw |           | Westfriesedijk 27 | 52° 42' 25" NB, 4° 43' 6" OL | 38282 | Meer afbeeldingen |

## Sint Maarten
De plaats Sint Maarten telt 5 inschrijvingen in het rijksmonumentenregister.
| Object | Oorspronkelijke functie?  | Bouwjaar     | Architect | Locatie           | Coördinaten?                  | Nr.?   | Afbeelding        |
| --- | ------------------------- | ------------ | --------- | ----------------- | ----------------------------- | ------ | ----------------- |
| Grote stolphoeve, fraai gelegen in de nabijheid van de molen. Boven het woongedeelte kleine houten topgevel | Boerderij                 | 19e eeuw     |           | Groenveldsdijk 16 | 52° 45' 53" NB, 4° 46' 34" OL | 33620  | Upload foto       |
| De Groenvelder                                                                                              | Industrie- en poldermolen | 1560         |           | Groenveldsdijk 12 | 52° 45' 52" NB, 4° 46' 32" OL | 33621  | Meer afbeeldingen |
| Nuwendoorn                                                                                                  | Kasteel, buitenplaats     | 13e eeuw     |           | Burchtweg bij 3   | 52° 44' 21" NB, 4° 43' 7" OL  | 33622  | Meer afbeeldingen |
| Terp waarin vermoedelijk tevens sporen van een kapel                                                        | Archeologisch monument    | middeleeuwen |           |                   | 52° 44' 39" NB, 4° 43' 29" OL | 45926  | Upload foto       |
| Voormalig vrijstaand raadhuis                                                                               | Bestuursgebouw en onderdl | 1911         |           | Hoge Buurt 7      | 52° 46' 27" NB, 4° 44' 37" OL | 498878 | Upload foto       |

## Sint Maartensbrug
De plaats Sint Maartensbrug telt 9 inschrijvingen in het rijksmonumentenregister. Zie Lijst van rijksmonumenten in Sint Maartensbrug voor een overzicht.

## Sint Maartensvlotbrug
De plaats Sint Maartensvlotbrug telt 1 inschrijving in het rijksmonumentenregister.
| Object                                                                                              | Oorspronkelijke functie?  | Bouwjaar | Architect | Locatie        | Coördinaten?                  | Nr.?  | Afbeelding        |
| --------------------------------------------------------------------------------------------------- | ------------------------- | -------- | --------- | -------------- | ----------------------------- | ----- | ----------------- |
| Molen N-M (of Noorder-M), achtkante binnenkruier. Romp en kap met riet gedekt. Thans buiten bedrijf | Industrie- en poldermolen | 1657     |           | Parallelweg 11 | 52° 46' 27" NB, 4° 41' 47" OL | 41936 | Meer afbeeldingen |

## Valkkoog
De plaats Valkkoog telt 4 inschrijvingen in het rijksmonumentenregister.
| Object | Oorspronkelijke functie?  | Bouwjaar  | Architect | Locatie             | Coördinaten?                  | Nr.?   | Afbeelding |
| --- | ------------------------- | --------- | --------- | ------------------- | ----------------------------- | ------ | --- |
| Stolpboerderij, aan de rand van het dorp gelegen, houten topgevel boven het woongedeelte. In de top een vlieringluik. Zijwand van hout (Gepotdekselde delen) | Boerderij                 |           |           | Valkkogerweg 11     | 52° 46' 35" NB, 4° 46' 21" OL | 33619  | Stolpboerderij, aan de rand van het dorp gelegen, houten topgevel boven het woongedeelte. In de top een vlieringluik. Zijwand van hout (Gepotdekselde delen) |
| Hervormde Kerk: kerk | Kerk en kerkonderdeel     | 1500-1599 |           | Valkkogerweg 39     | 52° 46' 29" NB, 4° 46' 16" OL | 498844 | Meer afbeeldingen |
| Hervormde Kerk: consistoriekamer | Kerk en kerkonderdeel     | 1900      |           | Valkkogerweg bij 39 | 52° 46' 29" NB, 4° 46' 16" OL | 498850 | Hervormde Kerk: consistoriekamer |
| Hervormde Kerk: toegangshek bij kerkhof | Begraafplaats en -onderdl | 1875-1899 |           | Valkkogerweg bij 39 | 52° 46' 29" NB, 4° 46' 15" OL | 498856 | Hervormde Kerk: toegangshek bij kerkhof |

## Waarland
De plaats Waarland telt 2 inschrijvingen in het rijksmonumentenregister.
| Object               | Oorspronkelijke functie?  | Bouwjaar | Architect | Locatie           | Coördinaten?                  | Nr.?   | Afbeelding        |
| -------------------- | ------------------------- | -------- | --------- | ----------------- | ----------------------------- | ------ | ----------------- |
| Poldermolen Waarland | Industrie- en poldermolen | 1590     |           | Hoebelaan 9       | 52° 43' 29" NB, 4° 49' 37" OL | 20309  | Meer afbeeldingen |
| Slootgaardmolen      | Industrie- en poldermolen | ca. 1590 |           | Slootgaardweg 10A | 52° 44' 41" NB, 4° 49' 43" OL | 389045 | Meer afbeeldingen |

## Warmenhuizen
De plaats Warmenhuizen telt 12 inschrijvingen in het rijksmonumentenregister. Zie Lijst van rijksmonumenten in Warmenhuizen voor een overzicht.
Aalsmeer ·
Alkmaar ·
Amstelveen ·
Amsterdam ·
Bergen ·
Beverwijk ·
Blaricum ·
Bloemendaal ·
Castricum ·
Den Helder ·
Diemen ·
Dijk en Waard ·
Drechterland ·
Edam-Volendam ·
Enkhuizen ·
Gooise Meren ·
Haarlem ·
Haarlemmermeer ·
Heemskerk ·
Heemstede ·
Heiloo ·
Hilversum ·
Hollands Kroon ·
Hoorn ·
Huizen ·
Koggenland ·
Landsmeer ·
Laren ·
Medemblik ·
Oostzaan ·
Opmeer ·
Ouder-Amstel ·
Purmerend ·
Schagen ·
Stede Broec ·
Texel ·
Uitgeest ·
Uithoorn ·
Velsen ·
Waterland ·
Wijdemeren ·
Wormerland ·
Zaanstad ·
Zandvoort